# Bernd Eichinger
Bernd Eichinger (n. 11 aprilie 1949, Neuburg an der Donau – d. 24 ianuarie 2011, Los Angeles) a fost un producător de filme, scenarist și regizor german.

## Date biografice
Bernd Eichinger a fost fiul unui medic de țară, el are încă o soră. Bernd a copilărit într-un mediu rural și a primit o educație de religie catolică, gimnaziul îl termină în München. Cariera de producător de filme a început în anul 1970 cu filmul "Die Sonne schien, da sie keine andere Wahl hatte, auf nichts Neues", film cu care a reușit să fie înscris la școala superioară cinematografică din München. În timpul școlii produce câteva filme scurte pentru studioul Bavaria. Unul dintre producțiile lui reușite a fost filmul Parfumul - povestea unui ucigaș.

## Filmografie (selectată)
- 1976: Der Starke Ferdinand
- 1977: Stunde Null
- 1977: Hitler, ein Film aus Deutschland (producător)
- 1977: Die Konsequenz (producător)
- 1978: Taugenichts
- 1978: Die gläserne Zelle (producător)
- 1979: Geschichten aus dem Wienerwald (producător)
- 1979: Falsche Bewegung (producător)
- 1981: Christiane F. – Wir Kinder vom Bahnhof Zoo (producător)
- 1984: Die unendliche Geschichte (producător)
- 1986: Der Name der Rose (producător)
- 1988: Ich și Er (producător)
- 1989: Letzte Ausfahrt Brooklyn (producător)
- 1990: Werner – Beinhart! (producător)
- 1991: Manta, Manta (producător)
- 1992: Salz auf unserer Haut (producător)
- 1993: Der Zementgarten (producător)
- 1993: Das Geisterhaus (producător)
- 1994: Der bewegte Mann (producător)
- 1994: Voll normaaal (producător)
- 1996: Das Superweib (producător)
- 1996: Das Mädchen Rosemarie (TV) (scenarist, regizor și producător)
- 1997: Ballermann 6 (producător)
- 1997: Fräulein Smillas Gespür für Schnee (producător)
- 1998: Opernball (TV) (producător)
- 1998: Leslie Nielsen ist sehr verdächtig (producător)
- 1998: Bin ich schön? (producător)
- 1998: Der Campus (producător)
- 1999: Der große Bagarozy (scenarist, regizor și producător)
- 1999–2008: Hausmeister Krause – Ordnung muss sein (serial)
- 2001: Der Fall Vera Brühne (TV) (producător)
- 2001: Die Nebel von Avalon (TV) (producător)
- 2001: Der Schuh des Manitu (co-producător)
- 2001: Nirgendwo in Afrika (co-producător)
- 2002: Resident Evil (producător)
- 2002: Nackt (producător)
- 2004: Der Untergang (scenarist și producător)
- 2004: Resident Evil: Apocalypse (producător)
- 2005: Fantastic Four (producător)
- 2006: Elementarteilchen (producător)
- 2006: DOA: Dead or Alive (producător)
- 2006: Das Parfum – Die Geschichte eines Mörders (scenarist, co-autor și producător)
- 2007: Fantastic Four: Rise of the Silver Surfer (producător)
- 2007: Resident Evil: Extinction (producător)
- 2008: Der Baader Meinhof Komplex (scenarist și producător)
- 2010: Zeiten ändern dich (producător)
- 2010: Resident Evil: Afterlife (producător)
- 2011: Die Superbullen (producător)